# Класични период (Мезоамерика)
Класични период у Мезоамерици (шп. Período Clásico mesoamericano), период мезоамеричке историје од 200. године нове ере до 900. године нове ере.

## Дефиниција
Главне културе овог периода биле су Теотиуакан (100-650. године н.е) у централном Мексику, Монте Албан у долини Оахака и класична цивилизација Маја (250-900. године н.е) у јужном Мексику, Гватемали и Хондурасу. Класични период мезоамеричке историје није лако прецизно временски ограничити. Тако коначни процват и пад културе Теотиуанкан обухвата период између 100. и 650. године нове ере, док период између процвата и пада класичне цивилизације Маја траје од 250. до 900. године нове ере. Уопште узев, класични период обухвата историју потпуно развијених пољопривредних држава током првог миленијума нове ере, иако су регионалне разлике биле велике. Примера ради, док је у центру Мексика (Теотиуакану и Монте Албану у долини Оахаке) пољопривреда са наводњавањем била уобичајена још од касног прекласичног периода (300. пре н.е-200. године н.е), на мајанском подручју оваква пољопривреда није постојала и доминирала је пољопривреда тзв. уздигнутих поља на плавним равницама тамошњих река. Што се архитектуре тиче, монументалне грађевине и храмови у облику степенастих пирамида грађени су у свим важнијим центрима, иако се архитектура Теотихуакана одликовала једноставним линијама равних основа и косина, и неукрашеним фасадама, док су мајанску архитектуру истог периода одликовали тзв. мајански сводови и куполе облика кошнице и сложене фасаде рађене у резбареном камену и гипсаном малтеру. Према томе, можемо рећи да је класични период трајао различито дуго и имао значајне локалне разлике у различитим крајевима Мезоамерике.

## Карактеристике

### Културни процват
Иако се класични период у историји Мезоамерике одликује врхунцем у развоју градских културних центара, монументалних грађевина и писмености, мора се приметити да овај културни успон није био праћен порастом производних снага нити изумима нове технологије, која је остала на нивоу прекласичног периода ( и у великој мери, неолита). Развој металургије у овом периоду није имао привредни значај, пошто се металургија није примењивала у пољопривреди. У овом периоду усавршен је и мајански календар, чији су датуми уклесани на споменицима драгоцена допуна археолошким налазима и омогућавају њихово прецизно датирање.

### Концентрисање становништва и колонизација северних територија
Врхунац пораста броја становника у већини култура Мезоамерике достигнут је још у прекласично доба, док је у класично доба раст становништва већином успорио, али са повећањем концентрације становништва у градовима. Тако је Монте Албан у првој половини класичног доба (200-450. године) достигао 22.000 становника, док је при крају тог периода (450-600/700. године) имао до 30 хиљада. У мексичкој котлини број становника је са 145.000 (100. године пре н.е) спао на 110.000 (150. године н.е), да би до 650. године поново порастао на 250.000 становника, од чега је око 148.000 живело у самом Теотихуакану, чак 60̤̬% укупног становништва мексичке котлине, према 30̥% (44.000) 100. године пре н.е. У исто време, почев од 6. па до 10. века наше ере, почела је миграција и ширење сталних насеља на север из мексичке котлине, на северни део Мексичке висоравни све до северне границе државе Дуранго. Овај процес је завршен комплетним колапсом и повлачењем земљорадника на југ између 12. и 14. века, са климатским променама које су донеле сувљу климу, док су северне области поново заузели номади и повремени пољопривредници, у 16. веку познати под заједничким именом Ћићимеци.̟ У котлини Пуебла-Тласкала, током целог класичног периода (100-650. године) забележен је пад броја становника и смањење броја великих насеља, са изузетком Ћолуле, која је достигла врхунац око 500. године са 30-60. хиљада становника, успевши да избегне хегемонију Теотихуакана, иако су постојале снажне трговинске везе. Након врхунца, становништво Ћолуле почело је нагло да опада, спавши до 600. године на 5-10.000, што је процес који се може запазити у самом Теотихуакану и свим сателитским насељима, која су нагло опала у 7. веку.

### Урбанизација
У класичном периоду површина Теотихуакана порасла је са 9 km² (почетком нове ере) на 22 km², а становништво је са 94.000 (у 2. веку) порасло на 148.000 (650. године). У то време су подигнуте монументалне грађевине (Пирамида Сунца, Пирамида Месеца, Цитадела), дуж главне улице, тзв. Авеније мртвих, која је била дуга око 5 km и пружала се у правцу север-југ, пресечена у центру још једном улицом у правцу исток-запад, тако да је град био подељен на 4 дела. Највећи део становништва био је сконцентрисан у северозападној четврти, тзв. Старом граду око Пирамиде Месеца, где се налазило око 2.000 стамбених комплекса који су се састојали од низа приземних соба распоређених око дворишта у коме је обично подизано мало светилиште, а који су били раздвојени уским улицама и, понекад, опасани великим зидинама. Постојао је сложени систем канализације, а на неким местима и водовода. Постојале су различите четврти у граду, међу којима се истичу Трговачки кварт (где је нађена керамика и производи мајанског порекла) и четврт досељеника из Оахаке (што се може закључити по специфичној керамици и погребним обичајима). Обзиром на доказано становање трговаца и занатлија у граду, Теотихуакан је био прави град у економском и привредном смислу.
Док је Теотихуакан био отворено, неутврђено место са кратким зидинама унутар града, у остатку Мезоамерике у класичном периоду развијали су се утврђени градови. Монте Албан налазио се на врху брда, са монументалним грађевинама (Палата Ј, терен за игру лоптом, неколико пирамидалних платформи и стамбених зграда) подигнутим у средишту и око главног трга  ширине око 300 m и на две платформе на његовом северном и јужном крају, док је на ободу места на падинама брда изграђен систем бедема и шанчева са водом, који су уједно служили као цистерне и део система за наводњавање. До трга су водила два кривудава пута уз брдо, широка 3 до 8 m. У граду су постојале занатске радионице, иако их није било много, пошто је већина становништва живела изван града, на околним брдима.
Мајански градови класичног периода знатно су се разликовали. Град Бекан, на југу мексичке државе Кампече, имао је градско-религијско језгро састављено од храмова на великим пирамидалним платформама, терена за игру лоптом и кућа вишег ранга, концентрисаних на малом простору и окружених одбрамбеним јарком. Раштркане на периферији, налазиле су се куће и дворишта породица нижег статуса. Коунлић, на југу државе Кинтана Ро, имао је два архитектонска комплекса градско-религијске функције (од којих је један био утврђен зидом), удаљена око 400 m, док су између и око њих изграђене раштркане приземне стамбене јединице, окружене баштама, док се по ободима насеља налазило пољопривредно земљиште.
Тикал, у гватемалском Петену, имао је Велики трг, место укрштања три улице, широке 40–65 m и дугачке 1–2 km. На великом тргу налазила су се два највећа храма, као и две градске тврђаве - Северна, са неколико пирамидалних платформи на којима су постављени храмови, и Централна (јужна) масивни комплекс стамбених грађевина који се сматра резиденцијом градских владара. Стамбени комплекси породица нижег ранга, састављени од 3-4 приземне грађевине размештене око централног дворишта, били су раштркани око градског језгра. Цео град заузимао је око 100 km² и имао око 62.000 становникаː био је ретко насељен у поређењу са Теотихуаканом, који је на 30 km² имао чак 148.000.
Цибанће, на југу Китане Ро, има план еквивалентан оном у Тикалуː неколико скупова монументалне архитектуре спојених дугачким улицама ширине 10–20 m. Разлика између ова два места је та што су у Цибанћеу грађевински комплекси комплементарниː права централна тврђава на северном крају (Кинићна), комплекс здања са грађанско-церемонијалном функцијом (Главна група) на источном крају, додатни комплекс административних и ритуалних зграда на западном крају (Тутил) и једна трочлана група на пола пута између претходне две. Терени за игре лоптом и палате за елиту налазе се само у Главној групи, а централна дворишта окружена трима стамбеним зградама постоје само у Тутилу. Око ових главних комплекса налазе се стамбене јединице и храмови нижег ранга.

### Интензивирање трговине и културни утицаји
Током целокупне историје седелачких заједница у Мезоамерици постојала је развијена трговина међу насељима, посебно трговина трајним добрима - сировинама и занатским производима, док је трговина намирницама углавном постојала између градских центара и сеоских заједница у њиховој околини. Најважнија роба били су опсидијан и жад, бакар, бронза и злато, посуђе од керамике, кремен, камени троношци, морски плодови (шкољке, корали, зуби ајкуле) и пре свега - со. Од опсидијана су се правили бодежи, сечива и ножеви, а у самом Теотихуакану било је у класичном периоду око 100 радионица за обраду опсидијана - самосталне занатлије производиле су за локално тржиште, а државне радионице за извоз. Карактеристична танана наранџаста керамика, која се производила на територији Мистека (државе Пуебла, Гереро и Оахака) и продавала у Теотихуакану, као и предмети од зеленог опсидијана, откривени су широм Мексика, као и у удаљеним мајанским центрима Каминалхују, Тикал и Копан.
Заједно са трговинским везама, преносили су се и културни утицаки Теотихуакана на остатак Мезоамерике. Тако су у Тикалу пронађене две стеле са јасним теотихуаканским одликама. Стела 31 приказује владара Сијах Ћан Кавила (Олујно Небо, владао 426-457) и његовог оца Јакс Нун Аина (Набрани Нос), наводно теотихуаканског порекла, судећи по сликама на његовом штиту и према атлатлу који носи у рукама. Стела 32, са урезаним датумом који је протумачен као 378. година нове ере,  приказује личност са типично теотихуанским наочњаком и капом, као и чаша са урезаном декорацијом, на којој је приказано шест ликова у теотихуанским одорама који се крећу ка мајанском храму, од којих су прва 4 ратници са стрелама и бацачима копаља. Исти датум појављује се и на стели у Уашактуну која приказује достојанственика обученог као Теотихуаканац који носи атлатл. Та подударност навела је неке археологе да протумаче тај датум као долазак странаца (можда Теотихуаканаца) у оба та мајанска места. Годину дана касније,379. године устоличен је Набрани Нос, Теотихуаканац са стеле 31. Његов отац, Хацом Куј (Сова Која Баца Стрелу) ступио је на трон 374. године на непознатом месту, иако има у потпуности мајанско име. Он је вероватно одобрио упад странаца у Тикал и Уашактун, који је спровео Сијах Как (Ватра Која Се Рађа). Чињеница да претходник владара Набрани Нос није био његов отац, већ Чак Ток Ихчак (Јагуарова Канџа) који је умро у време доласка странаца могла би да значи да се радило о освајању Тикала које је било кратког века, јер је већ наследник Набраног Носа на трону повратио мајанску иконографију и стил у својим приказима.
У Копану је забележена слична прича. На такозваном Олтару Ку приказано је 16 владара у династичком низу који почиње Кинић Јакс Кук Мо (Зелено Сунце-Перната Ара). Олтар је извајао Јаш Пасак Ћан Јопат (Зора) у другој половини 8. века. Краљ Зелено Сунце носи наочњак, у теотихуаканској традицији, и вероватно је дошао у Копан 426. године нове ере, око 4 века пре израде олтара. У његовом гробу нађене су 3 посуде пореклом из Теотихуакана, две из централног Петена и 9 из Копана. Анализа стабилних изотопа стронцијума показује да та особа није рођена у Копану, да је провела већи део детињства и младости у Петену и да је стигла у Копан свега неколико године пре смрти.

### Појава држава
Археолози сматрају да су се прве државе, као сложене политичке организације које штите интересе владајуће класе, појавиле у Мезоамерици тек у класично доба. Археолошки докази о величини и сложености класичних култура, као што је био Теотихуакан, са развијеном трговином и занатством и очигледним имовинским разликама у друштву, уз присуство монументалних грађевинских пројеката, свакако су превазилазили могућности ранијих племена и родовских заједница.
При томе, у Теотихуакану нема сачуваних владарских гробница, нити представа владара као доминантних фигура у ликовној уметности. Из тога се може закључити да је постојала држава републиканског или олигархијског типа. Насупрот томе, међу Мајама у класичном добу уобичајено је величање владара, како на сачуваним стелама (где су приказани са ознакама статуса на одори како стоје на заробљенику) тако и у сачуваним гробницама - у засвођеним дворанама унутар великух платформи, опремљени богатим даровима. То је подстакло мишљење да се у најзначајнијим градовима мајанског класичног доба моћ концентрисала у рукама ахава (краљ, господар, вођа), који су имали владарске и свештеничке функције, и релативно малог броја племића нижег ранга. Таква апсолутистичка структура нестаће до краја класичног доба да би уступила место другом начину владавине, у коме је моћ подељена између представника удружених заједница, у суштини локалних месних и племенских вођа, слично аристократским републикама у Античкој Грчкој.
Дешифровање мајанског писма омогућило је идентификовање мајанских владара и династија, као и њихово прецизно датирање. Тако је у Тикалу идентификовано 33 владара који су били на власти између 90. и 869. године нове ере. У Паленкеу се зна за њих 17 који су владали од 431. до после 799, а у Дзибанћеу и Калакмулу за 13 владара династија Каан (Канул), који су владали између 450. и 736. године. На основу такозваних амблемских глифова, које су имали само независни градови, претпоставља се да је било 60 до 70 градова-држава, са прецизно дефинисаном територијом и верским центром, као и мањим насељима око њега, које су повезивале верске, производне и трговачке активности које су се обављале у граду.
Ако уважимо ову хипотезу, политичка слика мајанског подручја у класично доба била је слична оној на Јукатану у време доласка Шпанаца - 16 провинција приближно исте величине, свака од њих неспособна да силом потчини суседе. Такође има сличности са прехиспанским алтепетлом (феудалним поседом) из централног Мексика. То је термин који се часто пореди са европским термином феуд. Мајанска митологија и религија, које су забележене у кодексима из времена шпанског освајања (1519-1697) имале су своје корене још у класичном добу. Тако се херојски близанци Хунахпу и Ксабаламке, који се појављују у тексту Попол Вух као победници богова подземног света, приказују на једном пладњу из класичног доба који је пронађен у Ћетумалу и на једној раној стели из Ел Мирадора, а име врховног бога Ицамна појављује се у записима из класичног доба.